# 罗东川
罗东川（1965年10月—），男，汉族，重庆人，中华人民共和国政治人物。1986年6月加入中国共产党，1986年8月参加工作。1986年毕业于北京大学法律学专业，获得法学学士学位。1991年毕业于武汉大学法学院民商法专业，获得法学硕士学位。2004年毕业于北京大学知识产权专业，获得法学博士学位，是中共第二十届中央候补委员。曾任最高人民法院副院长，中共福建省委副书记，现任中共青海省委副书记，省人民政府党组书记、省长。

## 生平

### 最高人民法院
历任最高人民法院研究室副主任，政治部副主任，民事审判第四庭庭长，审判委员会委员、民四庭庭长，中国共产党中央纪律检查委员会案件审理室主任等职务。

### 新疆维吾尔自治区
2017年5月，任中共新疆维吾尔自治区党委常委、纪委书记。
2018年1月，当选新疆维吾尔自治区监察委员会主任。
2018年2月，当选为第十三届全国人大代表。

### 再回最高法
2018年7月，任最高人民法院党组成员，次月任副院长。

### 福建省
2020年7月，任中共福建省委常委、政法委书记。
2021年10月，任中共福建省委副书记。2023年1月，卸任中共福建省委政法委书记职务。

### 青海省
2024年12月，调任中共青海省委副书记、省政府党组书记，晋升正部长级。
2025年1月，任青海省人民政府省长。